# Butia quaraimana
La palmera butiá (Butia quaraimana) es una planta de la familia de las palmeras (Arecaceae), género Butia. Habita en el centro-este de Sudamérica.

Se indica en color rojo el municipio brasileño de Quaraí, del cual es endémica esta palmera.

## Distribución y hábitat
La palmera Butia quaraimana es una especie endémica del municipio de Quaraí, en un área limitada por los arroyos Salsal y Quatepe, sudoeste del estado de Río Grande del Sur, extremo sur del Brasil.
Es un endemismo del distrito fitogeográfico pampeano uruguayense, porción septentrional de la provincia fitogeográfica pampeana. Habita en el campo llano así como en las colinas, entre las rocas.

## Taxonomía
Esta especie fue descrita originalmente en el año 2012 por los botánicos brasileños Leonardo Paz Deble y Jose Newton Cardoso Marchiori.
La localidad tipo es: Quaraí, Palmar do Coatepe. El ejemplar holotipo posee el código SI 13988, y fue colectado por ambos autores junto a Fabiano da Silva Alves y Anabela Silveira de Oliveira Deble, el 15 de febrero de 2011.
Etimología
El nombre genérico Butia proviene del nombre vernáculo dado en Brasil a los miembros de este género. El término específico quaraimana refiere a la región donde habita: el municipio gaúcho de Quaraí.

## Características
Butia quaraimana es similar a Butia noblickii, especie que vive del lado opuesto del río Uruguay; de la cual se diferencia por la longitud del estípite (el que en B. quaraimana es de 4 o 5 metros de largo), la forma y dimensiones de las hojas, y debido a que no presenta espata leñosa-papirácea. Otras diferencias son la mayor cantidad de raquillas en la inflorescencia, y que las flores femeninas son de un tamaño mayor y sin poseer la forma largamente ovadoturbinado como sí ocurre en B. noblickii.
B. quaraimana presenta las brácteas del pedúnculo glabras. El fruto es apiculado y de color naranja con una franja central de color rojo.